# Digital Transmission Content Protection
Das Digital Transmission Content Protection (DTCP) (auch Digital Transmission Copy Protection) ist ein kryptographisches Protokoll, um Audio- und Videodaten vor unbefugtem Kopieren, Abfangen und Manipulieren zu schützen. Einsatzgebiet ist die Übertragung über digitale Schnittstellen (z. B. Firewire, USB, TCP/IP).
Entwickelt wurde das Protokoll von Intel, Matsushita (Panasonic), Sony, Toshiba und Hitachi.
Es wird zum Beispiel für Video-on-Demand eingesetzt, damit abgerufene Filme nicht unberechtigt aufgezeichnet oder abgefangen werden können.
Der Datenstrom wird dabei je nach Quelle mit einem bestimmten Code verschlüsselt und das empfangende Gerät braucht eine passende Lizenz, um die Daten zu entschlüsseln. Wichtig ist dabei, dass alle Glieder der Übertragungskette – vom Sender bis zum Ausgabegerät (Monitor/TV-Gerät) – den Datenstrom sowohl entschlüsseln, als ihn auch wieder verschlüsseln können.
Die dabei eingesetzten Verschlüsselungsalgorithmen wurden nach den schlechten Erfahrungen mit CSS an den Stand der Technik angepasst.